# Stroukoff YC-134
El Stroukoff YC-134, diseñado en 1956, estaba fuertemente basado en el Fairchild C-123 Provider, asimismo diseñado por Michael Stroukoff. Las fuerzas armadas estadounidenses firmaron un contrato con la Stroukoff Aircraft Corporation para desarrollar una versión mejorada del avión, combinando características que la compañía había desarrollado para los YC-123D e YC-123E.

## Diseño y desarrollo

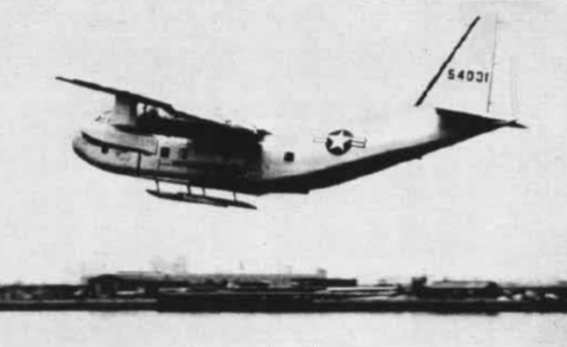
YC-123E con el tren de aterrizaje Pantobase.

### Trabajos de Stroukoff con elC-123
En 1956, Stroukoff ya había ganado mucha experiencia trabajando con el C-123 Provider, habiendo completado dos contratos basados en esa célula.
Su YC-123D había introducido un sistema de Control de Capa Límite (Boundary Layer Control, BLC) en el C-123B. Este sistema soplaba aire presurizado sobre las superficies alares superiores del avión, haciendo que el ala trabajase como si estuviera volando a mucha mayor velocidad. Esto mejoraba ampliamente las prestaciones de aterrizaje y despegue, la capacidad de peso cargado, y reducía la velocidad de pérdida del C-123.
El YC-123E había sido otro experimento que mejoraba la habilidad del C-123 de operar donde necesitara hacerlo, presentando el sistema Pantobase, propio de Stroukoff: dos esquís de alta resistencia instalados en el fuselaje inferior, flotadores montados en las puntas alares, además del sellado del propio fuselaje. Esto proporciona al YC-123E la habilidad de operar en el agua, así como en el hielo y en la nieve, y con el BLC del anterior YC-123D, el nuevo avión podía haber operado efectivamente desde la mayoría de las superficies de aeropuerto disponibles, y desde pistas de menor longitud.

### El YC-134
Producto de un contrato de la Fuerza Aérea de los Estados Unidos en 1956, un único C-123B del bloque de producción -CN (numeral 52-1627), fue modificado por Stroukoff Aircraft para convertirse en el YC-134. Este avión fue muy modificado con las siguientes nuevas características:
- Nuevos motores: el YC-134 estaba equipado con dos motores radiales Wright Turbo Compound R-3350-89A de 2600 kW (3500 hp), accionando hélices Aeroproducts de velocidad constante, totalmente abanderables, de 3,96 m y 4 palas.
- Superficies de control mejoradas: los estabilizadores horizontales del YC-134 fueron equipados con empenajes para mejorar la estabilidad direccional. Esto le dio al avión su distintivo aspecto de cola triple.
- Tren de aterrizaje mejorado: mientras que la rueda de morro del C-123B fue retenida, ambas unidades principales fueron equipadas con una segunda rueda para mejorar la distribución del peso.
- El combustible ya no se albergó en la parte trasera de las góndolas motrices, sino en un depósito de combustible agrandado en la parte central del ala. Además, también se añadieron dos soportes húmedos para depósitos lanzables de 2082 l, uno en cada ala.
- El BLC de Stroukoff y el Pantobase: el YC-134 estaba equipado con el propio BLC de Stroukoff y los tres aviones que habían sido entregados debían haber sido equipados con el equipo Pantobase diseñado para el YC-123E.

Estas características provocaron un incremento del peso en vacío con respecto al C-123B, desde los 14 088 kg hasta los 17 221 kg, y un aumento del peso máximo cargado desde los 27 000 kg hasta los 33 900 kg. La velocidad de crucero del avión era de 352 km/h, comparada con la del C-123B de 310 km/h, y tenía un alcance de 2600 km con una carga útil de 11 000 kg. El BLC permitía que la distancia de despegue del YC-134 disminuyera desde los 560 metros a los 230 m, muy similar a la del YC-123D. Sin embargo, la Fuerza Aérea de los Estados Unidos decidió que el YC-134 no ofrecía mejoras sustanciales sobre el C-123, ni que tenía la necesidad de un transporte de asalto anfibio de motor de pistón, y decidió comprar en Lockheed C-130 Hercules.

## Operadores
Estados Unidos
- Fuerza Aérea de los Estados Unidos

## Especificaciones
Referencia datos: Adcock

### Características generales
- Peso vacío: 17 221 kg
- Peso máximo al despegue: 33 900 kg
- Planta motriz: 2× motor radial de 18 cilindros en dos filas refrigerado por aire Wright Turbo Compound R-3350-89A.
  - Potencia: 2600 kW (3585 HP; 3536 CV) cada uno.

### Rendimiento
- Velocidad crucero (Vc): 352 km/h (219 MPH; 190 kt)
- Alcance: 2600 km (1404 nmi; 1616 mi) (con 11 000 kg de carga)

## Aeronaves relacionadas

### Desarrollos relacionados
- Chase XCG-20
- Fairchild C-123 Provider

### Secuencias de designación
- Secuencia C-_ (Aviones de Carga del USAAC/USAAF/USAF, 1924-1962): ← C-131 - C-132 - C-133 - C-134 - C-135/KC-135 - C-136 - C-137 →